# Taddeo Barberini
Taddeo Barberini era un noble italià, príncep de Palestrina, que va néixer a Florència (Itàlia) el 16 de novembre de 1603 i va morir a París el 24 de novembre de 1647. Fill del duc de Monterotondo Carles Barberini (1562-1630) i de Constança Magalotti (1575-1644), era un nebot del Papa Urbà VIII i germà dels cardenals Francesc Barberini i Antoni Barberini, tots ells membres de la família Barberini, una de les més influents a Itàlia durant el segle xvii en els àmbits de la política i de la religió, però també de l'art, de la música i de l'arquitectura.
Quan el 1623 Maffeo Barberini va ser elegit Papa, sota el nom d'Urbà VIII, Taddeo va ampliar considerablement la seva fortuna personal. El nepotisme del Papa facilità el ràpid accés al cardenalat dels seus germans, i ell mateix va ser nomenat Comandant en cap de l'èxèrcit del Vaticà.
Com a príncep de Palestrina, Barberini va treballar per millorar les construccions, com el palau Barberini, i va establir nous serveis, encara que molts d'ells van ser sobretot per als seus propis interessos.
El 1639 es va originar un conflicte amb el duc de Parma i de Piacenza Odoard I. Després d'intentar ofegar econòmicament el ducat de Parma, el Papa hi envià les seves tropes dirigides per Taddeo per a ocupar la ciutat de Castro, cosa que van fer sense trobar-hi resistència. Però la victòria va ser de curta durada i les tropes papals a partir de llavors van patir una sèrie de derrotes decisives. El Papa Urbà es va veure obligat a acceptar la derrota i va signar un tractat de pau amb els ducs Farnese.
El 1644, en morir Urbà VIII el Col·legi Cardenalici va escollir com a nou Papa Innocenci X de la família Pamfili. Tot i que aquest s'havia compromès a garantir la seguretat de la fortuna de la família Barberini, ordenà una investigació sobre presumptes abusos financers durant la Primera Guerra de Castro. Taddeo Barberini i els seus germans es van veure obligats a l'exili i es van refugiar a París el 1646, on van ser recolzats pel cardenal Mazzarino. La dona de Taddeo, Anna Colonna, va apel·lar al Papa Innocenci perquè els Barberini poguessin mantenir les seves propietats, cosa a la qual el Papa hi accedí. Malgrat tot, Taddeo Barberini va morir el 1647 a l'exili sense tornar a Roma.

## Matrimoni i fills
El 14 d'octubre de 1627 es va casar a Castel Gandolfo amb Anna Colonna de Pagliano (1605-1658), filla de Felip Colonna (1578-1639) i de Lucrècia Tomacelli de Galatro (1576-1622). En els acords establerts entre la família Barberini i la família Colonna s'estipulà un dot per valor d'uns 180.000 escuts, així com un dels feus dels Colonna. El matrimoni va tenir cinc fills:
- Lucrècia (1628-1699), casada amb el duc de Mòdena Francesc I d'Este (1610-1658).
- Camil·la (1629-1631).
- Carles (1630-1704)
- Maffeo (1631-1685).
- Niccolò Maria (1635-1699).